# 謝志宏案
謝志宏案，又稱歸仁雙屍命案，謝志宏是被告之一。2000年台灣台南縣歸仁鄉發生一女一男遭人以利刃刺死的案件，犯罪嫌疑人謝志宏與郭俊偉均被判死刑。不過仍有些疑點尚未釐清。
2019年3月14日，台南高分院指出，因新證據及先前證據綜合判斷，可合理相信有足以使謝志宏受無罪或較有利判決可能性，於是裁定本案再審並停止羈押，總計關押6,838日也就是19年。台南高分院2020年5月15日撤銷原判決，宣判無罪，全案可上訴。由於檢方並未提出上訴，全案於2020年6月11日0時起，無罪確定。

## 控方案情
2000年6月23日晚上11時許，郭俊偉與謝志宏兩人相約於郭俊偉家喝酒並出去兜風，在路上遇到約18歲的女子陳寶珠，郭俊偉上前搭訕並邀請她一起出遊。陳女雖答應，但路途上發生口角。
郭俊偉拿出蝴蝶刀要求交往，被害人答應，郭俊偉並將被害人帶回其屋內臥室強制性交。隨後，郭俊偉暫時離開，謝志宏亦向被害人調戲，然被害人拒絕。
三人再度騎車外出，被害人要求返家，郭俊偉不耐，便持該蝴蝶刀殺害被害人。隨後，謝志宏因前調戲被害人遭拒，心懷不滿，即接手蝴蝶刀刺殺被害人，被害人傷重不治。
二人行兇過程剛好被騎腳踏車出門的68歲農民張清木看見，被郭、謝發覺，因怕事跡敗露，2人因而再殺掉張清木滅口。

## 辯方爭點
- 沒有任何直接科學證據顯示謝志宏犯下殺人罪行
- 兇刀並未做指紋檢驗
- 謝志宏的衣物、機車沒有血跡反映
- 有刑求的可能，謝志宏於警局作了3份筆錄：

1. 第1份筆錄：謝志宏自白殺人及性侵，但沒有律師陪同
2. 第2份筆錄：謝志宏改口稱沒有性侵，中途謝志宏的辯護人出現，要求重新做筆錄，
3. 第3次筆錄：在律師的陪同下，謝志宏否認參與所有犯行，表示自己是清白的，自白是因為受到刑求，然而第一次筆錄的錄音光碟已經不見，無法還原第一次的情況。

- 法醫鑑定報告也於2003年提出錯誤的科學鑑定，以死者傷口方向判斷應為兩人所為，石台平法醫及更（六）審法醫研究所鑑定推翻更正其報告，表示由刀傷方向無法推斷行兇人數。
- 測謊報告的爭議：郭俊偉一口咬定謝志宏也一同犯案，郭俊偉通過了測謊，判決因此認定謝志宏也有殺人，把他判死刑[7]，而謝志宏的測試則因情緒不穩定，無法鑑判。但是法院採用對謝志宏不利的郭俊偉測謊報告作為判決依據。然而，美國國家科學院就曾評論，要以測謊機找出真相，「比純粹靠運氣強，但決未能盡善盡美。」，測謊的結果不是一定正確的[8]。

## 歷審判決
- 2020年5月15日，台南高分院撤銷原判決，宣判無罪，全案可上訴[9]
- 2019年3月14日，裁定開始再審，同日台南高分檢釋放謝志宏[10]
- 2018年7月11日，監察院監察委員王美玉提出調查報告[11]指出原確定判決違反公平法院原則，將函請法務部轉請最高檢察署檢察總長研提非常上訴與再審。後由台南高分檢林志峯檢察官重啟調查
- 2011年5月12日，最高法院駁回上訴[12]
- 2011年1月6日，臺灣高等法院臺南分院更(七)審宣判：謝志宏死刑、褫奪公權終身[13]
- 2010年7月29日，最高法院第7次發回更審[14]
- 2010年4月29日，臺灣高等法院臺南分院更(六)審宣判：謝志宏死刑、褫奪公權終身[15]
- 2009年8月13日，最高法院第6次發回更審[16]
- 臺灣高等法院臺南分院98年上重更（五）68號
- 2009年2月19日，最高法院第5次發回更審[17]
- 臺灣高等法院臺南分院97年上重更（四）47號
- 2008年1月10日，最高法院第4次發回更審[18]
- 臺灣高等法院臺南分院94年上重更（三）591號
- 2005年10月20日，最高法院第3次發回更審[19]
- 臺灣高等法院臺南分院93年上重更（二）320號
- 2004年7月8日，最高法院第2次發回更審[20]
- 臺灣高等法院臺南分院91上重更（一）569號
- 2002年11月7日，最高法院第1次發回更審[21]
- 臺灣高等法院臺南分院90年上重訴499號
- 2001年10月26日，臺南地方法院第一審判決89重訴第30號[22]